# Wybory parlamentarne w Serbii w 2016 roku
Wybory parlamentarne w Serbii w 2016 roku odbyły się 24 kwietnia 2016. Powtórzone głosowanie w 15 obwodach wyborczych przeprowadzono 4 maja 2016. Były to wybory przedterminowe, w ich wyniku wyłonionych zostało 250 deputowanych do Zgromadzenia Narodowego Republiki Serbii (Skupsztiny).
Wybory zakończyły się bezwzględnym zwycięstwem koalicji skupionej wokół Serbskiej Partii Postępowej i premiera Aleksandra Vučicia. Lista ta uzyskała ponad 48% głosów i 131 mandatów. Próg wyborczy przekroczyło 6 kolejnych komitetów wyborczych.

## Tło wyborów
Wybory w 2014 wygrał blok skupiony wokół Serbskiej Partii Postępowej, który uzyskał ponad 48% głosów i 158 mandatów. Lider postępowców, Aleksandar Vučić, stanął na czele nowego rządu, w którym znaleźli się również socjaliści dotychczasowego socjalistycznego premiera Ivicy Dačicia.
Poparcie dla SNS utrzymywało się na poziomie wynoszącym około 50%, sam premier w kolejnych badaniach pozostawał najpopularniejszym politykiem w kraju. Sondaż przeprowadzony przez Faktor Plus z początku stycznia 2016 przewidywał wygraną postępowców z wynikiem ponad 51%, podczas gdy żadne z pozostałych ugrupowań nie przekraczało 10% poparcia. 17 stycznia 2016 Aleksandar Vučić wezwał do rozpisania przedterminowych wyborów parlamentarnych. Decyzję tę uzasadnił tym, że Serbia potrzebuje stabilnego rządu na okres czterech lat, by po tym czasie spełniała warunki przyjęcia do Unii Europejskiej. 4 marca 2016 prezydent Tomislav Nikolić (założyciel i były lider SNS) rozpisał wybory na dzień 24 kwietnia 2016.

## Ordynacja wyborcza
Ordynacja wyborcza nie została zmieniona w stosunku do poprzedniego głosowania. Zgodnie z nią wybór 250 posłów następuje w jednym okręgu wyborczym z zamkniętych list krajowych. Bierne i czynne prawo wyborcze przysługiwało osobom, które najpóźniej w dniu wyborów ukończyły 18 lat. Mandaty rozdzielano metodą D’Hondta pomiędzy komitety, które przekroczyły próg wyborczy wynoszący 5%. Wymóg przekroczenia progu wyborczego nie dotyczył komitetów mniejszości narodowych.

## Listy wyborcze
Republikańska Komisja Wyborcza zarejestrowała łącznie 20 list wyborczych, w tym 7 tworzonych przez komitety mniejszości narodowych.
Jako pierwsza zarejestrowała się lista wyborcza premiera pod nazwą „Aleksandar Vučić – Serbia Wygrywa”. Koalicjantami Serbskiej Partii Postępowej zostały Socjaldemokratyczna Partia Serbii Rasima Ljajicia (wicepremiera i jednego z liderów społeczności muzułmańskiej) i Partia Zjednoczonych Emerytów Serbii Milana Krkobabicia, która w ostatnich trzech wyborach współpracowała z socjalistami. Koalicję formalnie tworzyły też Nowa Serbia Velimira Ilicia, Ruch Socjalistyczny Aleksandara Vulina, Serbski Ruch Odnowy Vuka Draškovicia, Ruch Siła Serbii Dragomira Karicia, jak również dwa ugrupowania powstałe na skutek rozłamów w Demokratycznej Partii Serbii – Serbska Partia Ludowa Nenada Popovicia i Samostalni DSS Andreji Mladenovicia. Na liście pojawili się ponownie liderzy Ludowej Partii Chłoskiej Marijan Rističević i Zjednoczonej Partii Chłopskiej Milija Miletić. Wśród kandydatów zabrakło członków rządu (poza premierem i Rasimem Ljajiciem), niemogących łączyć funkcji rządowej z mandatem poselskim. Wysokie miejsca otrzymali natomiast przedstawiciele kultury, sportu czy mediów, m.in. dziennikarz Miroslav Lazanski, śpiewaczka operowa Jadranka Jovanović i trener tenisa ziemnego Bogdan Obradović.
Socjalistyczna Partia Serbii Ivicy Dačicia odnowiła koalicję ze Zjednoczoną Serbią Dragana Markovicia „Palmy”, podpisała również porozumienie z ugrupowaniem Zieloni Serbii Ivana Karicia. Wśród kandydatów znalazł się również przewodniczący Partii Komunistycznej Josip Joška Broz, którego dziadkiem był Josip Broz Tito.
Parlamentarna opozycja, tj. Partia Demokratyczna Bojana Pajticia i Partia Socjaldemokratyczna Borisa Tadicia, prowadziła rozmowy nad wystawieniem wspólnej listy wyborczej z Dragoljubem Mićunoviciem na czele. Negocjacje nie doprowadziły jednak do takiego rozwiązania. Partia Demokratyczna wystawiła listę „Za pravednu Srbiju”, na której znaleźli się również członkowie m.in. Nowej Partii Zorana Živkovicia, Demokratycznego Związku Chorwatów w Wojwodinie Tomislava Žigmanova, Razem dla Serbii Dušana Petrovicia, ruchu Zajedno za Šumadiju Veroljuba Stevanovicia. Koalicjantami Partii Socjaldemokratycznej w ramach komitetu „Savez za bolju Srbiju” zostały Partia Liberalno-Demokratyczna Čedomira Jovanovicia i Liga Socjaldemokratów Wojwodiny Nenada Čanaka.
Spośród ugrupowań pozaparlamentarnych zarejestrowały się m.in. Serbska Partia Radykalna Vojislava Šešelja, koalicja Demokratycznej Partii Serbii i ugrupowania Dveri (z Sandą Rašković Ivić na czele) oraz Dosta je bilo Sašy Radulovicia. Wśród komitetów mniejszości narodowych znalazły się ugrupowania posiadające swoich deputowanych – Związek Węgrów Wojwodiny Istvána Pásztora, Partia Akcji Demokratycznej Sandżaku Sulejmana Ugljanina i Partia na rzecz Akcji Demokratycznej Rizy Halimiego, reprezentujące odpowiednio Węgrów, Boszniaków i Albańczyków.

## Wstępne wyniki wyborów i powtórzone głosowanie
Wstępne wyniki wyborów przewidziały zdecydowane zwycięstwo koalicji skupionej wokół Serbskiej Partii Postępowej i premiera Aleksandara Vučicia. Blok ten uzyskał bezwzględną większość w Skupsztinie. Utracił jednak część mandatów w związku z prognozowanym przekroczeniem progu wyborczego przez sześć kolejnych ugrupowań. Na podstawie 98,56% protokołów Republikańska Komisja Wyborcza podała, że próg 5% przekroczyło 7 list wyborczych: SNS i koalicjanci (48,23%, 131 mandatów), SPS i koalicjanci (10,98%, 29 mandatów), Serbska Partia Radykalna (8,09% i 22 mandaty), Partia Demokratyczna i koalicjanci (6,04% i 16 mandatów), Dosta je bilo (6,03% i 16 mandatów), LDP-LSV-SDS (5,03% i 13 mandatów), Dveri-DSS (5,00% i 13 mandatów), a 10 mandatów przypadło przedstawicielom 4 list wyborczych mniejszości narodowych.
Wyniki z 99,82% obwodów wskazały natomiast, że koalicja Dveri-DSS nie przekroczyła progu wyborczego z wynikiem 4,99% głosów (1 głos poniżej progu wyborczego). Jednocześnie na 4 maja 2016 zaplanowano powtórzenie głosowania w 15 obwodach wyborczych. Niektóre partie opozycji (w tym Partia Demokratyczna, pewna przekroczenia progu) wezwały do głosowania na Dveri-DSS. Po uwzględnieniu wyników powtórzonego głosowania okazało się, że koalicja ta przekroczyła próg wyborczy.

## Wyniki wyborów
| Partia                                                                                | Głosy     | %     | Mandaty |
| ------------------------------------------------------------------------------------- | --------- | ----- | ------- |
| Serbska Partia Postępowa, SDPS, PUPS, NS, SPO, PS, PSS, NSS, USS, SNP, Samostalni DSS | 1 823 147 | 48,25 | 131     |
| Socjalistyczna Partia Serbii, Zjednoczona Serbia, ZS, KP                              | 413 770   | 10,95 | 29      |
| Serbska Partia Radykalna                                                              | 306 052   | 8,10  | 22      |
| Dosta je bilo                                                                         | 227 626   | 6,02  | 16      |
| Partia Demokratyczna, Nowa Partia, Razem dla Serbii, DSHV                             | 227 589   | 6,02  | 16      |
| Dveri-Demokratyczna Partia Serbii                                                     | 190 530   | 5,04  | 13      |
| Partia Socjaldemokratyczna, LSV, Partia Liberalno-Demokratyczna                       | 189 564   | 5,02  | 13      |
| Związek Węgrów Wojwodiny                                                              | 56 620    | 1,50  | 4       |
| Srbija za sve nas                                                                     | 35 710    | 0,94  | 0       |
| BDZS – Muamer Zukorlić                                                                | 32 526    | 0,86  | 2       |
| Partia Akcji Demokratycznej Sandżaku                                                  | 30 092    | 0,80  | 2       |
| Za slobodnu Srbiju – Zavetnici                                                        | 27 690    | 0,73  | 0       |
| Zelena Stranka                                                                        | 23 890    | 0,63  | 1       |
| U inat – Složno za Srbiju – Narodni savez                                             | 17 528    | 0,46  | 0       |
| Partia na rzecz Akcji Demokratycznej                                                  | 16 262    | 0,43  | 1       |
| Ruska stranka                                                                         | 13 777    | 0,36  | 0       |
| Grupa građana Za preporod Srbije                                                      | 13 260    | 0,35  | 0       |
| Srpsko-ruski pokret                                                                   | 10 016    | 0,27  | 0       |
| Dijalog – Mladi sa stavom                                                             | 7744      | 0,20  | 0       |
| Republikanska stranka                                                                 | 4522      | 0,12  | 0       |
| Głosy nieważne i puste                                                                | 111 008   | –     | –       |
| Razem                                                                                 | 3 778 923 | 100   | 250     |
| Uprawnieni/frekwencja                                                                 | 6 739 441 | 56,07 | –       |